# Maxime Roberge
Pour les articles homonymes, voir Roberge.
Maxime Roberge, né le 11 mars 1972, est un judoka canadien.

## Palmarès international en judo
| Jeux panaméricains      | Jeux panaméricains | Jeux panaméricains |
| Année                   | Médaille           | Catégorie          |
| ----------------------- | ------------------ | ------------------ |
| 1999                    | bronze             | –81 kg             |
| Jeux de la Francophonie |                    |                    |
| Année                   | Médaille           | Catégorie          |
| 1994                    | bronze             | –78 kg             |
| 2001                    | argent             | –90 kg             |